# Cerastium crassipes
Cerastium crassipes är en nejlikväxtart som beskrevs av Friedrich Gottlieb Bartling. Cerastium crassipes ingår i släktet arvar, och familjen nejlikväxter. Inga underarter finns listade i Catalogue of Life.